# Gonzalo Montiel
Gonzalo Ariel Montiel (González Catán, 1997. január 1. –) világbajnok argentin válogatott labdarúgó, a River Plate játékosa.

## Pályafutása

### Klubcsapatokban
A River Plate saját nevelésű játékosa, 2016. április 30-án mutatkozott be a Vélez Sarsfield elleni bajnoki mérkőzésen. 2018-ban a rivális Boca Juniors ellen megnyerték a Libertadores kupát. A következő évben a brazil CR Flamengo ellen elbukták a döntőt, de alapembere lett klubjának. 2021. augusztus 23-án a spanyol Sevilla 2026 nyaráig szerződtette. 2023. augusztus 23-án kölcsönbe került az angol Nottingham Forest csapatához vételi opcióval. Ő lett a harmadik argentin a klub történelme során, akit szerződtettek. 2025 januárjában 2028 decemberéig szóló szerződéssel visszatért nevelőklubjába a River Plate-hez.

### A válogatottban
A 2017-es U20-as labdarúgó-világbajnokságon két alkalommal lépett pályára. 2019. március 22-én mutatkozott be a felnőtt válogatottban Venezuela elleni barátságos mérkőzésen. 2021. június 11-én bekerült a Copa Américra utazó keretbe. Négy mérkőzésen lépett pályára és megnyerték a tornát. 2022 novemberében a 2022-es labdarúgó-világbajnokságra utazó keret tagja lett.

## Sikerei, díjai

### Klub
- River Plate
  - Argentin bajnok: 2021
  - Argentin kupa: 2015–16, 2016–17, 2018–19
  - Argentin szuperkupa: 2017 , 2019
  - Copa Libertadores: 2018
  - Recopa Sudamericana: 2016, 2019
- Sevilla:
  - Európa-liga: 2022–23

### Válogatott
- Argentína
  - Copa América: 2021
  - Világbajnokság: 2022